# Kadgaron
Kadgaron (ros. Кадгарон) – wieś w Rosji, w Osetii Północnej, w rejonie ardońskim. W 2010 liczyła 3093 mieszkańców.

## Urodzeni
- Dmitrij Abacyjew – rosyjski dowódca wojskowy.